# Zakobiljek
Zakobiljek – wieś w Słowenii, w gminie Gorenja vas-Poljane. W 2018 roku liczyła 41 mieszkańców.